# In Living Color
In Living Color é uma série de televisão, produzida pelo canal americano FOX. A série lançou carreira para alguns artistas como Jim Carrey, Chris Rock, Marlon Wayans entre outros. A série foi criada pelo membro mais velho da família Wayans, Keenen Ivory Wayans.

## Sinopse
Keenan Ivory Wayans, afro-americano que estrelou comédias e que  bateu vários membros da família, e caracterizado pela sua comedia, acendeu o talento de Jim Carrey, e Kelly Coffield, e introduziu rap, hip-hop cultura, com a dança dos novos talentos, que abriu a cada show.

## Elenco

### Principal
- T'Keyah Crystal Keymáh - Vários - 111 episódios
- Keenen Ivory Wayans - Vários - 72 episódios
- Damon Wayans - Vários - 72 episódios
- David Alan Grier - 70 episódios
- Kim Wayans - Vários - 61 episódios
- Jim Carrey - Vários - 68 episódios
- Shawn Wayans - Vários - 59 episódios
- Jamie Foxx - Vários - 42 episódios

### Participações Especiais
- Chris Rock - Vários - 3 episódios
- Jennifer Lopez - Fly Girl - 61 episódios
- Marlon Wayans - Vários - 2 episódios
- Tupac Shakur - ele mesmo - 1 episódio

### Premiações
- Emmy Awards - Melhor Programa de Variedades , Musical ou Humoristico (1990 )
- Image Awards - Melhor Série Cômica (1990)
- Image Awards - Melhor Série de Variedades (1992)
- People's Choice Awards - Melhor Série Popular (1991) - Empatou com Os Simpsons
- Nova Awards - Produtor Mais Promissor na Televisão